# Distrito de Mampikony
Mampikony es un distrito en el norte de Madagascar. Es una parte de la Región de Sofía y limita con los distritos de Boriziny (Port-Bergé) en el norte, Marovoay y Ambatoboeny en el oeste, Tsaratanana en el sur y Andilamena en el este. La zona mide 4611 kilómetros cuadrados (1.780 millas cuadradas) y la población se estima en 84.375 habitantes en 2001.
El distrito se divide en 6 comunas.
- Ambohitoaka
- Ampasimatera
- Bekoratsaka
- Komajia
- Mampikony
- Mampikony II